# Шибас, Рендийс
Рендийс Шибас (латыш. Rendijs Šibass; род. 1 мая 1997, Рига) — латвийский футболист, защитник клуба «Метта».

## Карьера

### «Сконто»
Воспитанник футбольной академии латвийского клуба «Сконто». В 2013 году футболист присоединился ко второй команде клуба «Сконто-2», вместе с которой стал выступать в Первой Лиге. Дебютировал за клуб 27 апреля 2013 года в матче против клуба «Гулбене». Дебютный гол за клуб забил 27 октября 2013 года в матче против клуба «Екабпилс». В следующем сезоне 2014 года футболист вместе с клубом выступал в латвийском первенстве дублёров.

### «Метта»
В августе 2015 года футболист перешёл в МЕТТА/ЛУ. Дебютировал за клуб 19 октября 2015 года в матче против «Лиепаи», выйдя на замену на 86 минуте. В своём дебютном сезоне за основную команду в основном этапе латвийского чемпионата сыграл лишь единожды, закончив его на седьмом итоговом месте, тем самым отправившись в стыковые матчи. В ответном матче 25 ноября 2015 года против «Валмиеры» футболист забил свой дебютный гол и вместе с клубом сохранил прописку в высшем дивизионе.
К началу нового сезона футболист стал полноценно тренироваться с основной командой. Первый матч сыграл 13 марта 2016 года против клуба «Даугавпилс», отличившись свой первой результативной передачей. Футболист сразу же стал одним из ключевых игроков рижского клуба. Свой дебютный гол в Высшей Лиге забил 13 августа 2016 года в матче против «Лиепаи». В своём первом полноценном сезоне по его окончании записал в свой актив 2 забитых гола и 3 результативных передачи.
На протяжении нескольких сезонов футболист продолжал выступать в клубе в роли одного из ключевых игроков основной команды. Всего за клуб футболист смог отличился 8 забитыми голами во всех турнирах. Также латвийский защитник стал одним из рекордсменов клуба по количеству сыгранные матчей за основную команду.

### «Далькурд»
В феврале 2021 года футболист перешёл в клуб «Ноа Юрмала», однако вскоре покинул его и на правах свободного агента присоединился к шведскому клубу «Далькурд». Дебютировал за клуб 5 апреля 2021 года в матче против клуба «Питео», выйдя на замену на 78 минуте. Дебютный гол за клуб забил 24 апреля 2021 года в матче против клуба «Сильвия». Футболист быстро смог закрепиться в основной команде клуба, однако пропустил большую часть второй половины сезона. По итогу сезона вместе с клубом стал серебряным призёром Дивизиона 1.

### «Ауда»
В феврале 2022 года футболист перешёл в латвийский клуб «Ауда». Дебютировал за клуб 13 марта 2022 года в матче против клуба «Метта», выйдя на замену на 70 минуте. Футболист быстро смог закрепиться в основной команде клуба, однако преимущественно оставался игроком замены. В ответном матче 27 июня 2022 года против клуба «Метта» футболист отличился дебютной результативной передачей. Вместе с клубом стал обладателем Кубка Латвии, где в финале 19 октября победили клуб РФС, однако сам футболист остался на скамейке запасных. По окончании сезона футболист покинул клуб.

### «Метта»
В апреле 2023 года футболист вернулся в клуб «Метта». Первый матч за клуб сыграл 7 апреля 2023 года против клуба «Даугавпилс», выйдя на замену на 79 минуте. В рамках 1/8 финала Кубка Латвии в матче 16 июля 2023 года в стадии серии пенальти уступили клубу «Лиепая». Первый гол за клуб забил 26 июля 2023 года в матче против «Лиепаи». По итогу сезона закончил чемпионат на предпоследнем итоговом месте в зоне переходных матчей. По итогу стыковых матчей футболист вместе с клубом победили клуб «Скансте» и сохранили прописку в чемпионате.
Новый сезон футболист начал 10 марта 2024 года в матче против клуба «Валмиера», выйдя на поле в стартовом составе.

## Международная карьера
В июле 2014 года футболист получил вызов в юношескую сборную Латвии до 18 лет. Дебютировал за сборную 19 июля 2014 года в товарищеском матче против Эстонии. В июне 2015 года стал выступать за латвийскую сборную до 19 лет. Дебютный матч за сборную сыграл 15 июня 2015 года против Финляндии.
В октябре 2017 года футболист получил вызов в молодёжную сборную Латвии для участия в квалификационных матчах молодёжного чемпионата Европы. Дебютировал за сборную 10 октября 2017 года в матче против Шотландии, выйдя на замену на 72 минуте. Дебютный гол за сборную забил 22 марта 2018 года в товарищеском матче против сборной Молдовы.

## Достижения
«Ауда»
- Обладатель Кубка Латвии: 2022